# Pierce County, Wisconsin
Pierce County är ett administrativt område i delstaten Wisconsin, USA, med 41 019 invånare. Den administrativa huvudorten (county seat) är Ellsworth.

## Geografi
Enligt United States Census Bureau har countyt en total area på 1 532 km². 1 493 km² av den arean är land och 39 km² är vatten.

### Angränsande countyn
- St. Croix County - nord
- Dunn County - nordost
- Pepin County - sydost
- Goodhue County, Minnesota - syd
- Dakota County, Minnesota - sydväst
- Washington County, Minnesota - väst

### Större orter
- River Falls med   14 900 invånare
- Ellsworth – 3 900
- Prescott – 3 800